# Роза Люксембург (фильм)
«Роза Люксембург» (нем. Rosa Luxemburg) — кинофильм режиссёра Маргареты фон Тротта, вышедший на экраны в 1986 году.

## Сюжет
Фильм рассказывает о жизни и деятельности знаменитой революционерки Розы Люксембург, начиная примерно с 1900 года и до её трагической гибели. Повествуется о её участии в работе Социал-демократической партии Германии, в частности показаны её споры с Карлом Каутским и Августом Бебелем, о её заключении в варшавской тюрьме и об антивоенной агитации после возвращения в Германию. Во время Первой мировой войны Розу вновь надолго отправляют под стражу. После освобождения она активно участвует в революционных событиях и становится одним из лидеров восстания спартакистов. В ленте уделяется внимание и личной жизни героини — её отношениям с польским социалистом Лео Йогихесом и сыном Клары Цеткин Константином.

## В ролях
- Барбара Зукова — Роза Люксембург
- Даниэль Ольбрыхский — Лео Йогихес
- Отто Зандер — Карл Либкнехт
- Адельхайд Арндт — Луиза Каутская
- Юрген Хольц — Карл Каутский
- Дорис Шаде — Клара Цеткин
- Ханнес Йенике — Константин Цеткин
- Ян Бичицкий — Август Бебель
- Карин Бааль — Матильда Якоб
- Винфрид Глатцедер — Пауль Леви
- Барбара Квятковская-Ласс — мать Розы
- Шарль Ренье — Жан Жорес
- Мила Мысликова — Джули Бебель
- Ганс-Михаэль Реберг – Вальдемар Пабст

## Награды и номинации
- 1986 — приз за лучшую женскую роль (Барбара Зукова) на Каннском кинофестивале.
- 1986 — две премии Deutscher Filmpreis за лучший фильм и за лучшую женскую роль (Барбара Зукова), а также три номинации: лучшая режиссура (Маргарета фон Тротта), лучшая женская роль второго плана (Адельхайд Арндт), лучшая мужская роль второго плана (Даниэль Ольбрыхский).